# Soja Wassiljewna Rylejewa
Soja Wassiljewna Rylejewa (russisch Зоя Васильевна Рылеева; * 1919 in Kiew; † 2013 in Tel Aviv-Jaffa) war eine ukrainisch-russisch-israelische Bildhauerin.

## Leben
Rylejewa entstammte der Adelsfamilie Relejew und war eine Nachkommin des Dekabristen Kondrati Fjodorowitsch Rylejew. Mütterlicherseits war sie Urenkelin des französischen Juden Baal, der für den Start der Straßenbahn in Paris von Napoleon III. geadelt wurde. Rylejewa begann ihr Studium am Kiewer Kunstinstitut. Während des Deutsch-Sowjetischen Krieges studierte sie am Moskauer Kunstinstitut, das 1948 nach Wassili Iwanowitsch Surikow benannt wurde. Ihr Studium schloss sie 1949 an der Moskauer Akademie für Malerei und Bildhauerei ab.

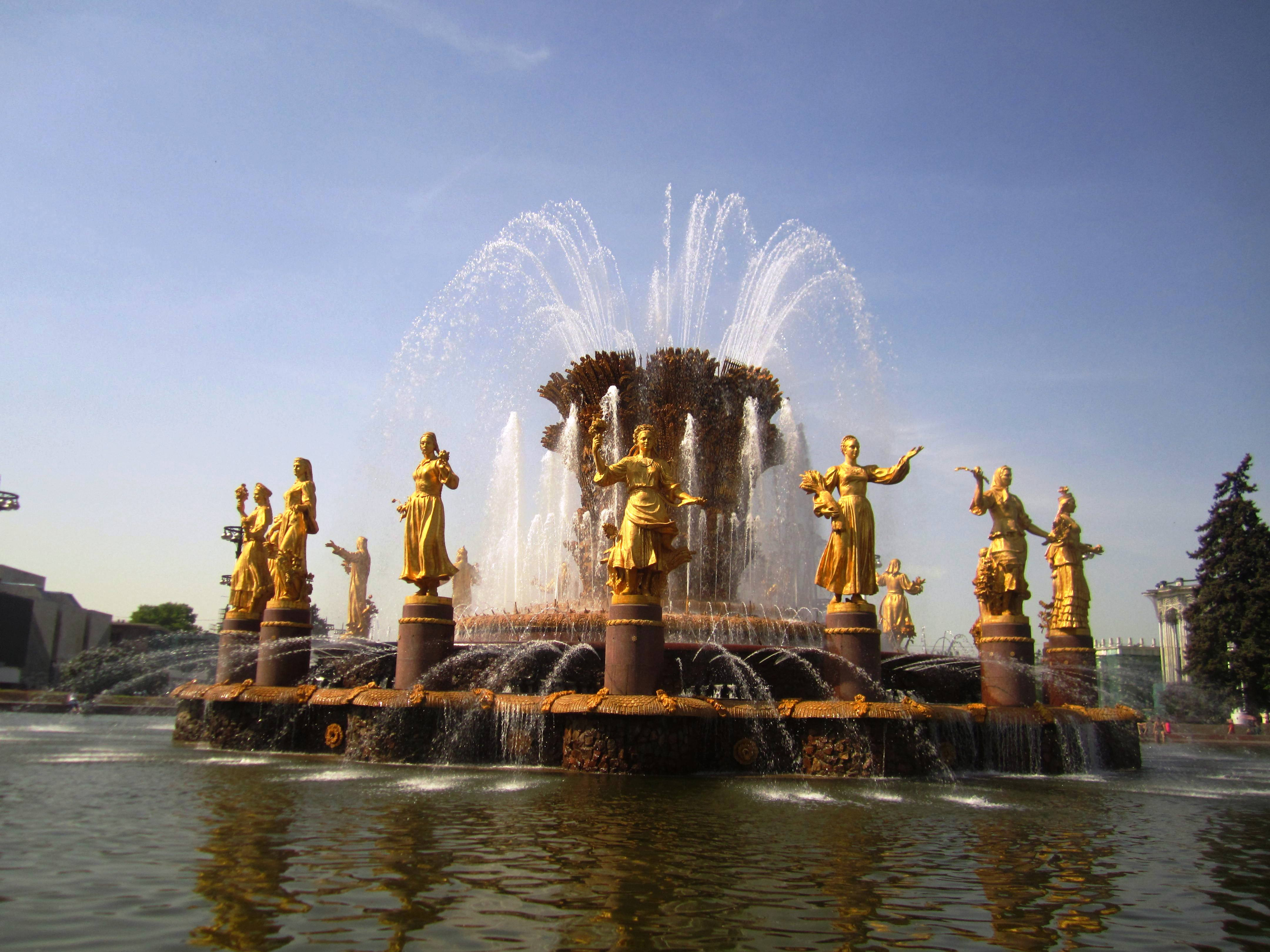
Brunnen der Völkerfreundschaft, Ausstellung der Volkswirtschaftlichen Errungenschaften, Moskau

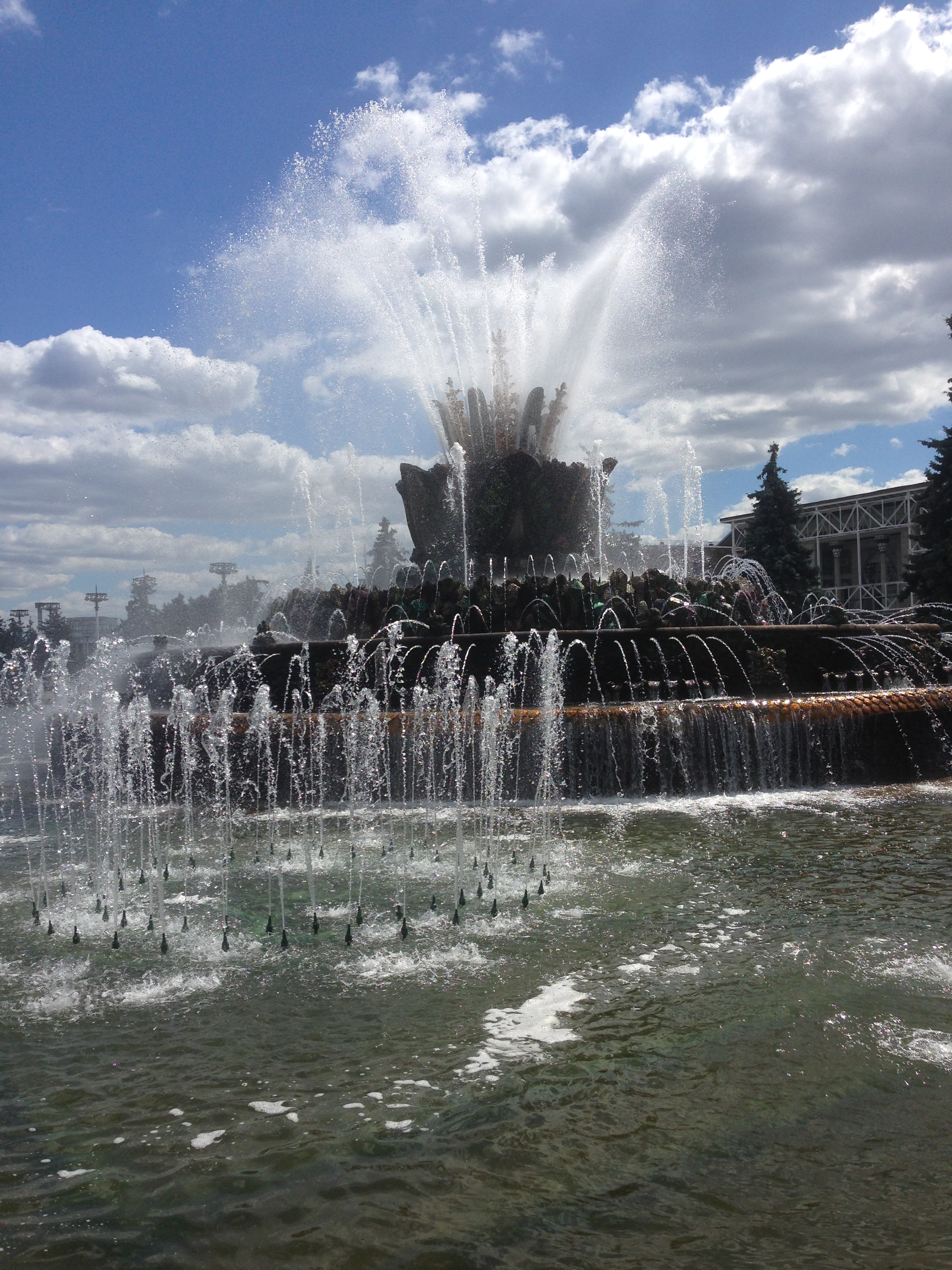
Brunnen der Steinblume, Ausstellung der Volkswirtschaftlichen Errungenschaften, Moskau

1950–1954 arbeitete Rylejewa als Bildhauerin für die Ausstellung der Volkswirtschaftlichen Errungenschaften der UdSSR in Moskau. Sie stattete dort den Pavillon der Ukraine (heute Pavillon der Landwirtschaft) aus und modellierte Skulpturen für den Pavillon Georgiens. Zusammen mit dem Architekten Konstantin Tichonowitsch Topuridse und dem Bildhauer Prokopi Iwanowitsch Dobrynin schuf sie den Brunnen der Steinblume. 1951–1954 war Rylejewa zusammen mit Alexei Iljitsch Teneta und Iossif Moissejewitsch Tschaikow am Bau des Brunnens der Völkerfreundschaft beteiligt, indem sie die Goldene Garbe in der Mitte schuf.
1965–1970 schuf Rylejewa drei Denkmäler für das Frauenfliegerregiment der Pilotin Marina Michailowna Raskowa in Kertsch, Moskau und in Polen. Sie schuf den Wandernden Krieger in Pawlowski Possad mit den Namen von tausend Gefallenen auf der Stele.
1965–1970 modellierte Rylejewa für die Fabrik Progress drei Sätze von Soldaten, mit denen mehrere Generationen spielten. Für die Schlacht auf dem Eis entstanden 1968 zuerst russische und dann deutsche Ritter.
1974 wanderte Rylejewa nach Israel aus. Sie lebte in Bat Jam und führte mehr als 40 persönliche Ausstellungen durch, so in Philadelphia, Amsterdam, Paris, Berlin, Moskau und Tel Aviv-Jaffa.
Zu Rylejewas Werken gehören viele Porträts, so von Theodor Herzl, David Ben-Gurion, Golda Meir, Jitzchak Rabin, Ariel Scharon, Scholem Alejchem, Marc Chagall, Vladimir Nabokov, Chaim Nachman Bialik und Avraham Shlonsky.
Rylejewa war verheiratet mit dem Architekten Alexei Alexandrowitsch Tazi, mit dem sie die Tochter Ira bekam und der 1967 verunglückte. Ira heiratete den Künstler Jan Rauchwerger.
Rylejewa wurde in Tel Aviv-Jaffa begraben.